# Néa Karyá
Néa Karyá (Nea Karya) är en ort i Grekland.   Den ligger i prefekturen Nomós Kaválas och regionen Östra Makedonien och Thrakien, i den nordöstra delen av landet, 300 km norr om huvudstaden Aten. Néa Karyá ligger 8 meter över havet och antalet invånare är 1 426.
Terrängen runt Néa Karyá är mycket platt. Havet är nära Néa Karyá söderut.  Närmaste större samhälle är Chrysoúpolis, 8,9 km norr om Néa Karyá. Trakten runt Néa Karyá består till största delen av jordbruksmark.